# Gammel-Stortjärnen
Gammel-Stortjärnen är en sjö i Vilhelmina kommun i Lappland och ingår i Ångermanälvens huvudavrinningsområde. Sjön har en area på 0,0852 kvadratkilometer och ligger 550 meter över havet.

## Delavrinningsområde
Gammel-Stortjärnen ingår i det delavrinningsområde (717620-157851) som SMHI kallar för Utloppet av Baksjön. Medelhöjden är 568 meter över havet och ytan är 25,71 kvadratkilometer. Det finns inga avrinningsområden uppströms utan avrinningsområdet är högsta punkten. Bäskån (Baksjöån) som avvattnar avrinningsområdet har biflödesordning 3, vilket innebär att vattnet flödar genom totalt 3 vattendrag innan det når havet efter 349 kilometer. Avrinningsområdet består mestadels av skog (36 procent) och sankmarker (51 procent). Avrinningsområdet har 3,3 kvadratkilometer vattenytor vilket ger det en sjöprocent på 12,8 procent.